# پوسکان
پوسکان، روستایی است از توابع بخش جره و بالاده شهرستان کازرون در استان فارس ایران.

## جمعیت
این روستا در دهستان دادین قرار داشته و بر اساس آخرین سرشماری مرکز آمار ایران که در سال ۱۳۹۵ صورت گرفته، جمعیت آن ۲۲۲ نفر (۶۲ خانوار) بوده‌است.